# St. Katharina (Solingen)
St. Katharina ist eine römisch-katholische Kirche im Stadtteil Wald der nordrhein-westfälischen Großstadt Solingen. Sie gehört zur Katholischen Pfarrgemeinde St. Sebastian im Erzbistum Köln.

## Geschichte

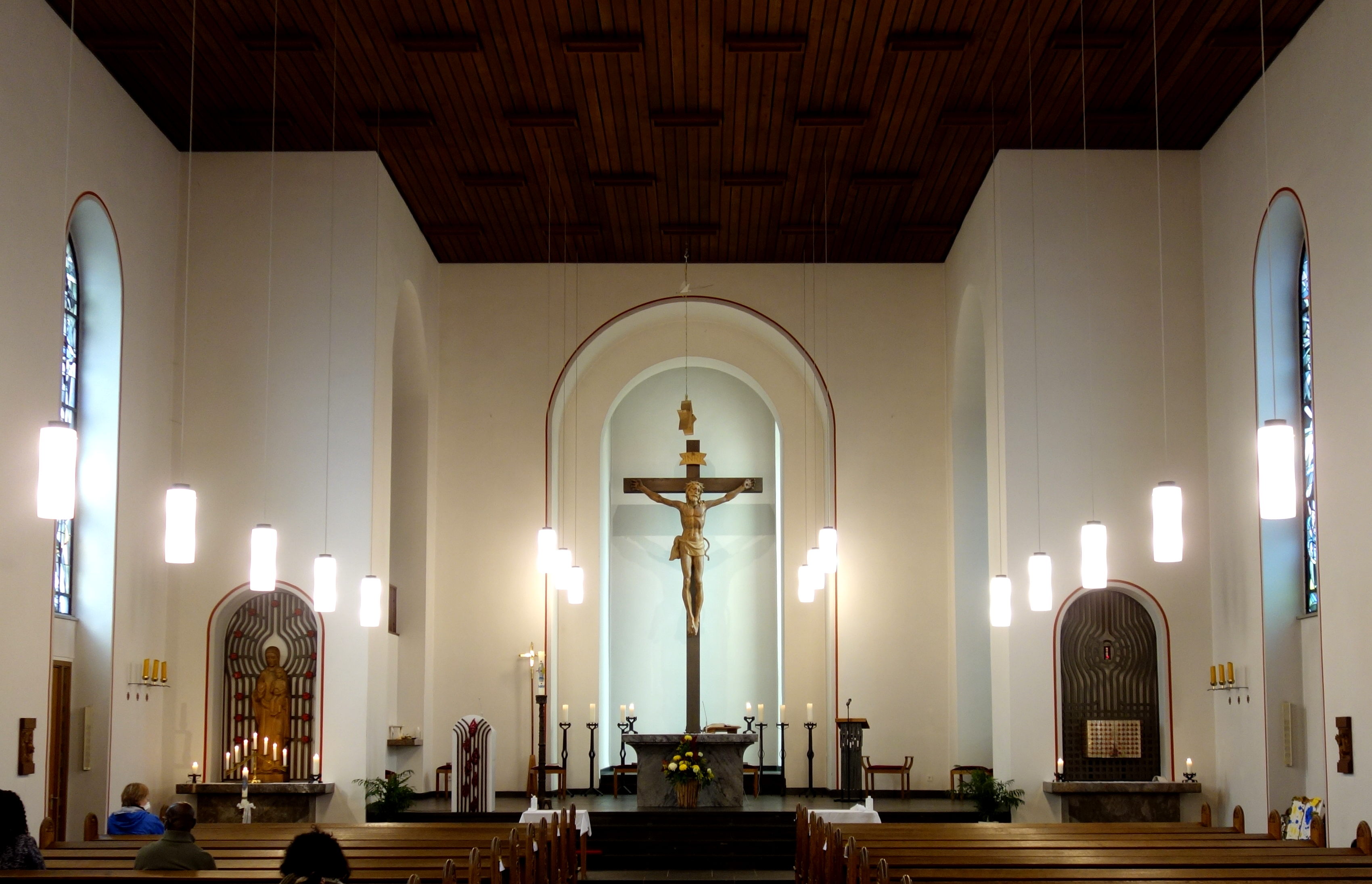
Innenraum

Die Äbtissin des Klosters Gräfrath ließ 1780 in Wald eine Kapelle errichten, die von der 1812 gegründeten Gemeinde als Pfarrkirche genutzt wurde. Da die Gemeinde 1830 schon 1200 Mitglieder hatte, erwies sich der Bau eines größeren Gotteshauses als erforderlich.
Am 16. August 1831 fand die Grundsteinlegung der heutigen Kirche St. Katharina im Wohnplatz Scheuer statt, der zu diesem Zeitpunkt noch auf freiem Feld vor der Gemeinde Wald lag. Eingesegnet wurde das Gotteshaus am 31. März 1833. Nachdem die Entwürfe des deutschen Architekten Adolph von Vagedes abgelehnt worden waren, wurde die Kirche unter der Leitung des deutschen Bildhauers und Regierungsbaurats Heinrich August Walger nach den Plänen der Kirche St. Gertrud in Eller im klassizistischen Stil gebaut. Einige Änderungen gegenüber den Bauplänen von St. Gertrud stammen von Karl Friedrich Schinkel. Diese überarbeiteten Pläne revidierte der deutsche Architekt Otto von Gloeden. 1843 wurde der Turm fertig gestellt.
Da die Gemeinde inzwischen angewachsen war, entstand in den Jahren 1901 bis 1906 unter der Bauleitung des Regierungsbaumeisters Julius Busch ein neuromanischer Erweiterungsbau, zunächst noch ohne den geplanten zweiten Turm. Die Seitenaltäre wurden in den Chorraum einbezogen. Im alten Turm wurden eine neue steinerne Orgelempore und eine Taufkapelle errichtet. Am 8. Dezember 1901 fand die Kirchweihe statt.
1904 wurden die Kanzel, die Kommunionbank, die Beichtstühle, die Bänke und die Altäre neu gestrichen. Der zweite Turm wurde 1906 vollendet. Geplant war, die alte Kirche später abzureißen und durch eine dreischiffige Kirche im neuromanischen Stil zu ersetzen, wozu es jedoch aufgrund des Ersten Weltkriegs nicht kam.
Am 31. Dezember 1944 wurde das Gotteshaus bei dem Großangriff auf Teile Walds durch eine Luftmine fast vollständig zerstört. Der Wiederaufbau fand in den Jahren 1946 und 1947 nach Plänen des Architekten Bernhard Rotterdam statt und brachte weitreichende architektonische Veränderungen mit sich. Unter anderem wurden der beschädigte Turmhelm abgetragen und der alte Turm in den Chorraum einbezogen. Die Balkendecke des alten Teils wurde im neuen Teil fortgesetzt und die alte steinerne Orgelempore durch eine Holzkonstruktion ersetzt.
Am 18. Mai 1947 wurde die Kirche durch den Kölner Erzbischof Josef Frings konsekriert. Eine Renovierung und nochmalige Umgestaltung fand 1969 bis 1972 nach Plänen des Architekten Heinrich Buschkotte statt. Am 26. November 1972 wurde der neue Hochaltar mit den Gebeinen des Heiligen Zeno geweiht. Zuletzt wurde der Innenraum 2015 renoviert und neu gestaltet.

## Ausstattung

### Kirchenfenster
Die beiden Bleiglasfenster im Seitenschiff mit Schwarzlotmalereien auf Antikglas wurden 1999 von einem unbekannten Künstler nach alten Vorlagen geschaffen. Sie stellen jeweils die Heilige Elisabeth von Thüringen und den Heiligen Engelbert von Köln dar.
Alle anderen Fenster sind Werke des Glasmalers Jakob Berwanger von 1955.
Die Bleiglasfenster im Turmeingang und über der Seitentür zeigen Ornamente auf Antikglas.
Die Bleiglasfenster im Hauptschiff und im Chor mit Schwarzlotmalereien auf Antikglas stellen verschiedene Bibelthemen dar. Bei den Fenstern im Hauptschiff handelt es sich um die Erschaffung von Himmel und Erde sowie von Adam und Eva. Weitere Themen sind die Verkündigung an Maria, Christi Himmelfahrt und das Lamm im Himmlischen Jerusalem. Das Chorfenster zeigt Phönix als Symbol der Auferstehung Jesu Christi.

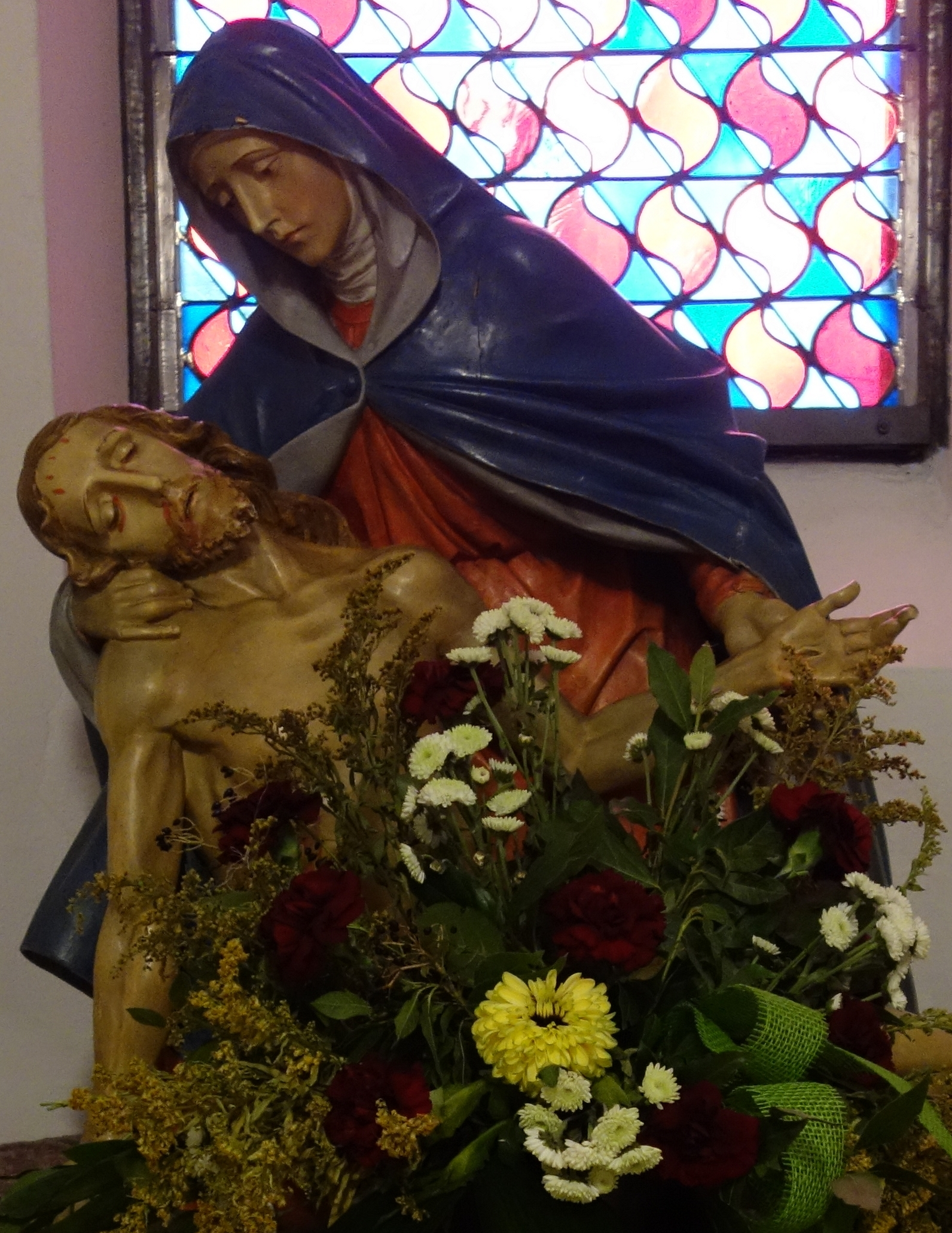
Pietà
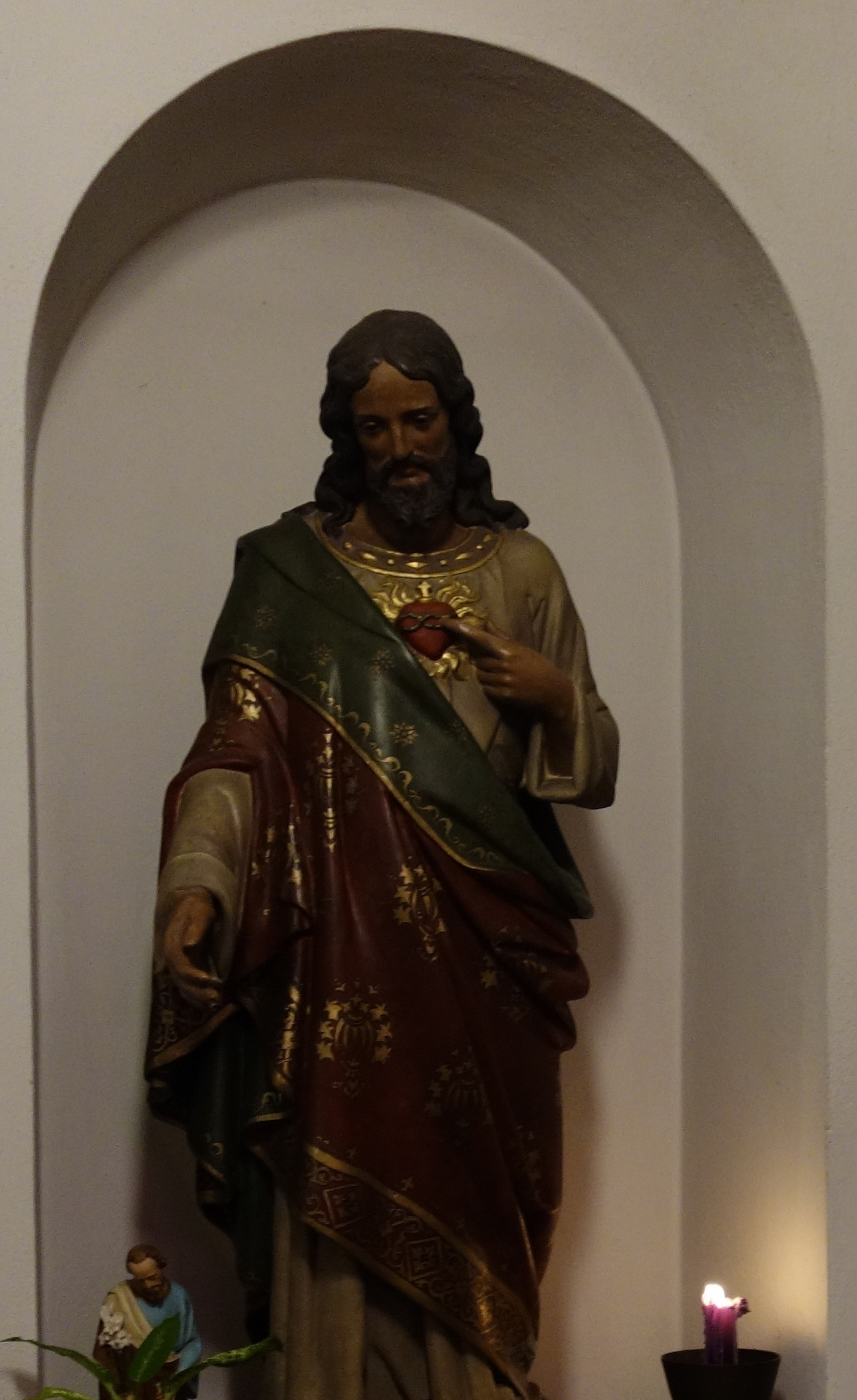
Jesusstatue
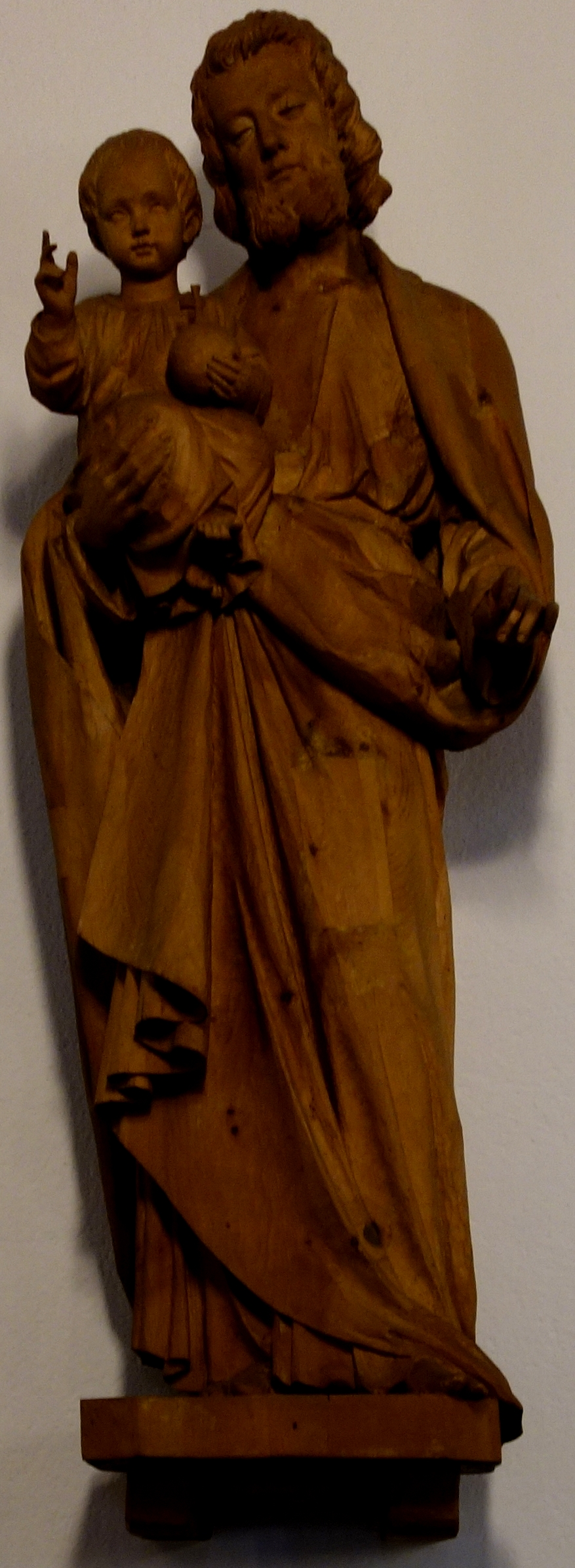
Josefsstatue
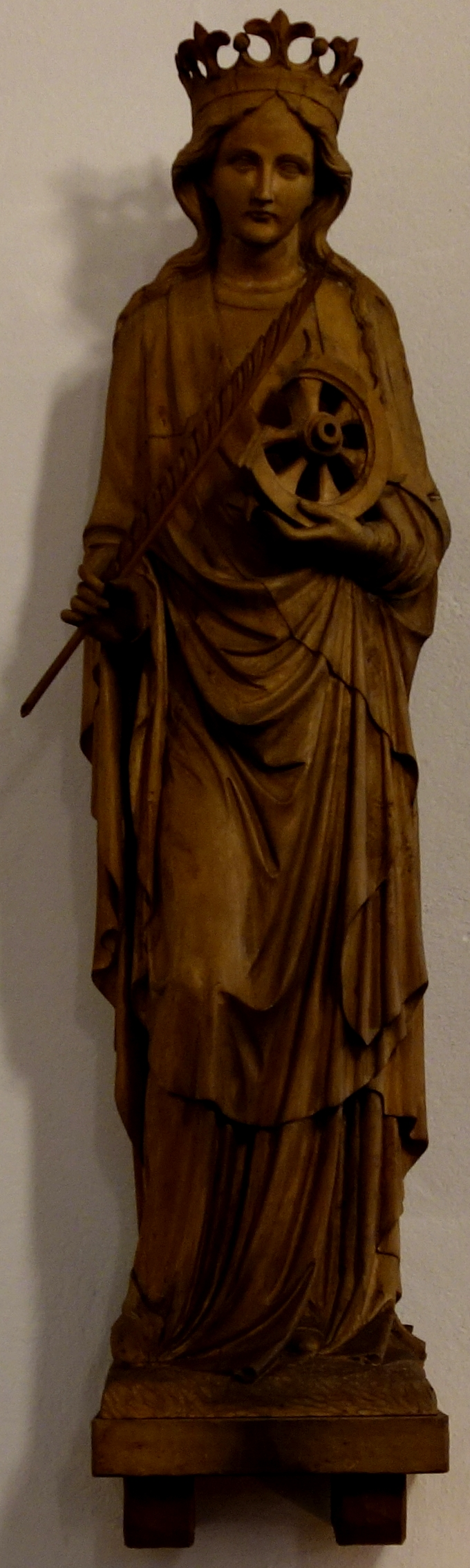
Katharinenstatue
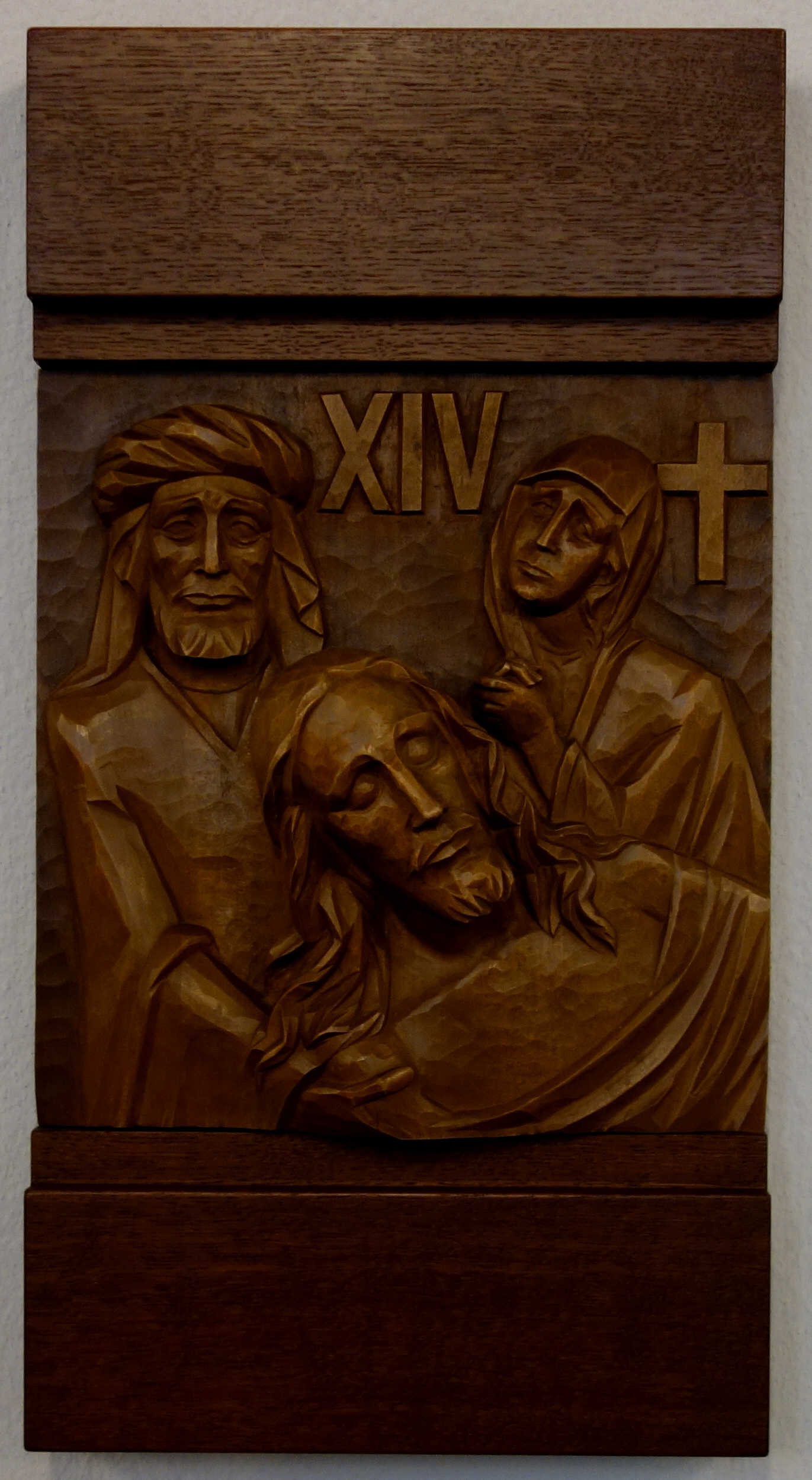
Kreuzwegstation

### Orgel

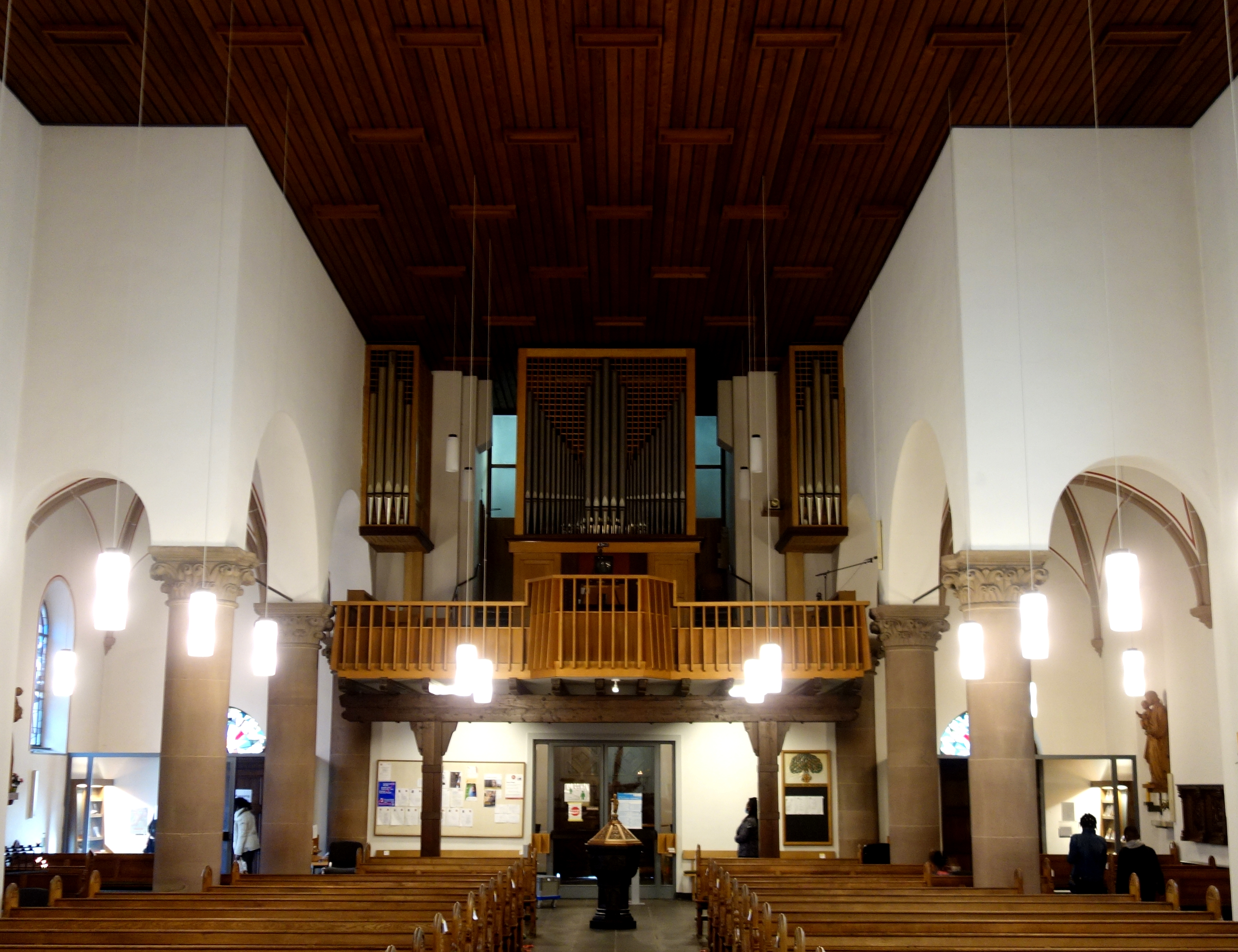
Orgel

Die Orgel von St. Katharina wurde 1958 von der niederländischen Manufaktur Verschueren Orgelbouw für die Kapelle des Sankt-Josephskrankenhauses in Heerlen gebaut. Nach Schließung des alten Krankenhausgebäudes wurde die Orgel nach Kauf von der Erbauerfirma in der Katharinenkirche Solingen aufgestellt, wobei sie leicht erweitert und verändert wurde. Das Instrument verfügt über 16 Register auf zwei Manualen und Pedal.

### Glocken
Von den fünf Kirchenglocken aus Bronze im Turm stammt eine historische von 1649 ursprünglich aus Oberschlesien.
| Glocke | Name           | Gießerei                                    | Gussjahr | Durchmesser | Gewicht | Schlagton |
| ------ | -------------- | ------------------------------------------- | -------- | ----------- | ------- | --------- |
| 1      | Engelbert      | Glockengießerei Mabilon                     | 1962     | 1406 mm     | 1800 kg | d′-3      |
| 2      | Maria          | Glockengießerei Mabilon                     | 1962     | 1182 mm     | 1050 kg | f′-3      |
| 3      | Leben          | Glockengießerei Heinrich Humpert            | 1925     | 1031 mm     | 650 kg  | g′-10     |
| 4      | Dreifaltigkeit | Christoph Hermsdorf u. Hans Grosch, Leipzig | 1649     | 916 mm      | 456 kg  | b′-3      |
| 5      | Alte Maria     | Glockengießerei Petit & Gebr. Edelbrock     | 1865     | 720 mm      | 210 kg  | c″+1      |